# スカイ航空
スカイ航空（スカイこうくう）は、チリの首都サンティアゴ空港をハブ空港として国内・短距離国際線路線を運航する航空会社。毎月14万人が搭乗し、その規模は国内最大手のLATAM チリにつづく。

## 歴史

旧ロゴ

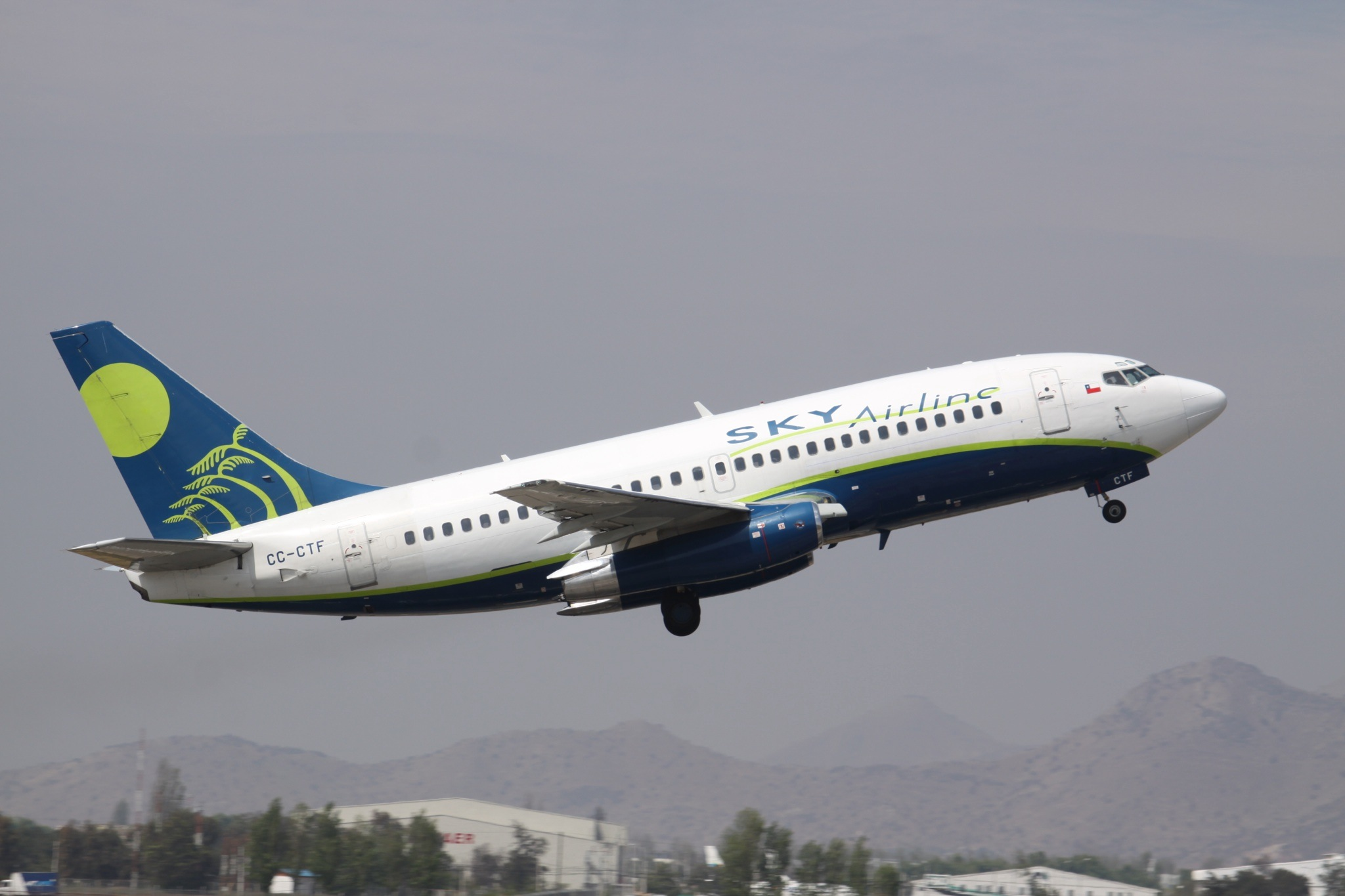
ボーイング737-200

2001年12月にユルゲン・パウルマン氏により設立された。2002年より旅客・貨物便を運行し、2011年には利用者数が150万人を超えた。当初は海外リゾート地へのチャーター便を中心としたが、これらはすぐに定期便になった。

### 路線拡大計画
2008年からスカイ航空は国際線の運航を開始した。最初はペルーのアレキパ～アリカ線に就航し、その後2009年にはボリビアのラパス、そして、2010年にはアルゼンチンのブエノスアイレスとペルーのリマ市へ就航、それ以外に国内線でも就航都市を増加させた。

### 機体リニューアル計画
2010年から同社は機体リニューアルを開始した。これに合わせてA320シリーズの導入を進めていき、2013年にボーイング737を完全に置き換えた。

## 就航都市

### 国内線
| 都市                 | 空港コード | 空港コード | 空港名                                 | その他 |
| 都市                 | IATA       | ICAO       | 空港名                                 | その他 |
| -------------------- | ---------- | ---------- | -------------------------------------- | ------ |
| チリ                 |            |            |                                        |        |
| サンティアゴ         | SCL        | SCEL       | アルトゥーロ・メリノ・ベニテス国際空港 | ハブ   |
| アントファガスタ     | ANF        | SCFA       | アントファガスタ国際空港               |        |
| アリカ               | ARI        | SCAR       | アリカ国際空港                         |        |
| バルマセーダ         | BBA        | SCBA       | バルマセーダ国際空港                   |        |
| カラマ               | CJC        | SCCF       | エル・ロア国際空港                     |        |
| コンセプシオン       | CCP        | SCIE       | カリエル・スール国際空港               |        |
| コピアポ             | CPO        | SCAT       | コピアポ空港                           |        |
| イキケ               | IQQ        | SCDA       | イキケ国際空港                         |        |
| ラ・セレナ           | LSC        | SCSE       | ラ・セレナ空港                         |        |
| オソルノ             | ZOS        | SCJO       | オソルノ空港                           |        |
| プエルト・モン       | PMC        | SCTE       | プエルト・モン国際空港                 |        |
| プンタ・アレーナス   | PUQ        | SCCI       | プンタ・アレーナス国際空港             |        |
| テムコ               | ZCO        | SCTC       | マンケウエ空港                         |        |
| バルディビア         | ZAL        | SCVD       | ピチョイ空港                           |        |
| プエルト・ナターレス | PNT        | SCNT       | プエルト・ナターレス空港               |        |
| プコン               | ZPC        | SCPC       | プコン空港                             |        |

### 国際線
| 都市               | 空港コード | 空港コード | 空港名                   | その他 |
| 都市               | IATA       | ICAO       | 空港名                   | その他 |
| ------------------ | ---------- | ---------- | ------------------------ | ------ |
| アルゼンチン       |            |            |                          |        |
| ブエノス・アイレス | EZE        | SAEZ       | エセイサ国際空港         |        |
| ブラジル           |            |            |                          |        |
| サンパウロ         | GRU        | SBGR       | グアルーリョス国際空港   |        |
| ボリビア           |            |            |                          |        |
| ラ・パス           | LPB        | SLLP       | エル・アルト国際空港     |        |
| ペルー             |            |            |                          |        |
| リマ               | LIM        | SPIM       | ホルヘ・チャベス国際空港 |        |

## 運航機種

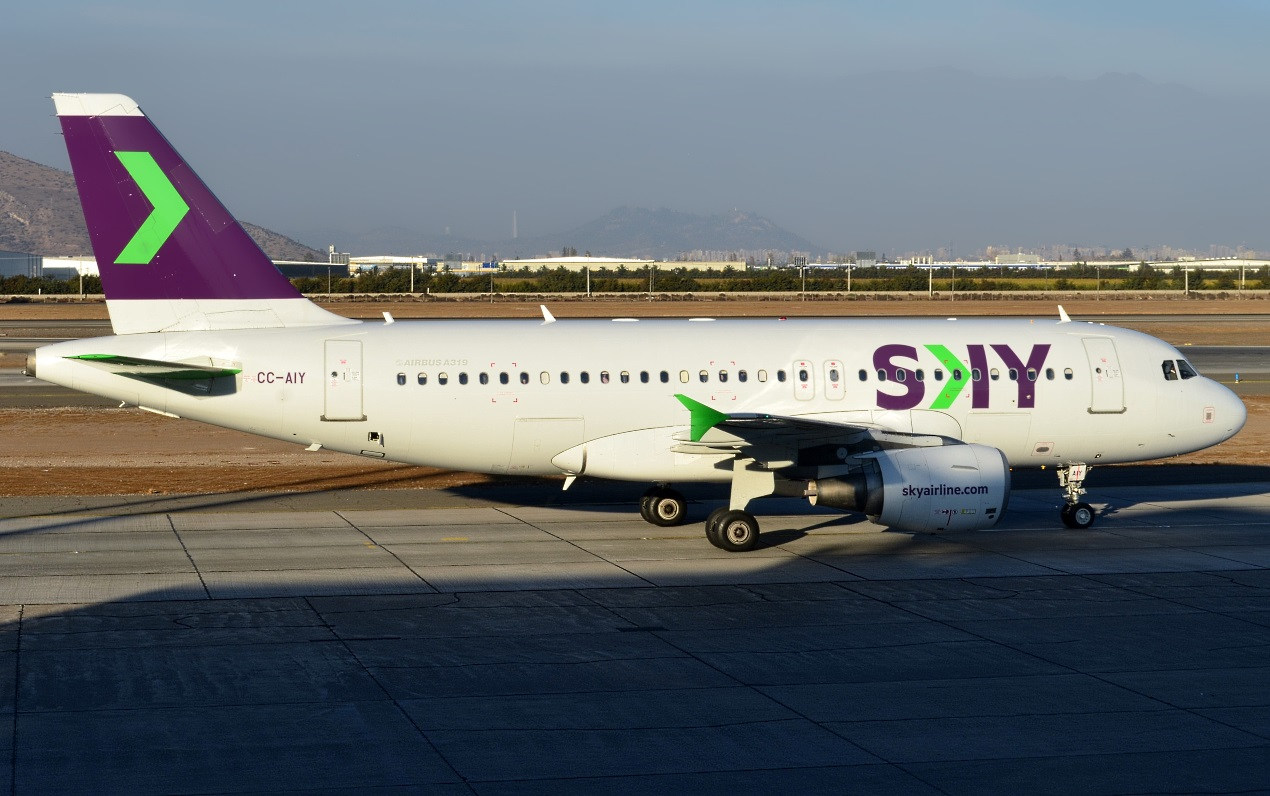
エアバス A319

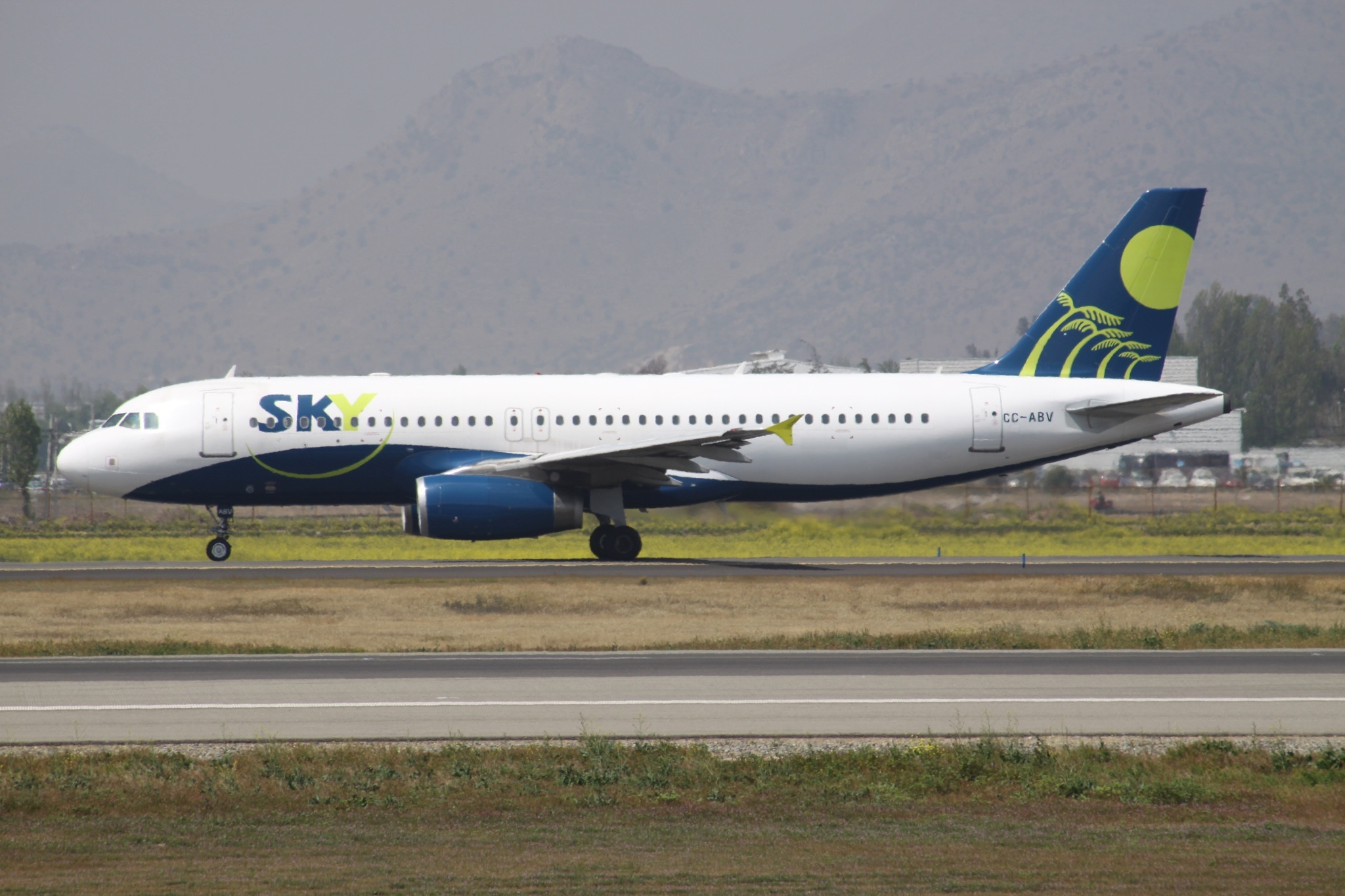
エアバス A320

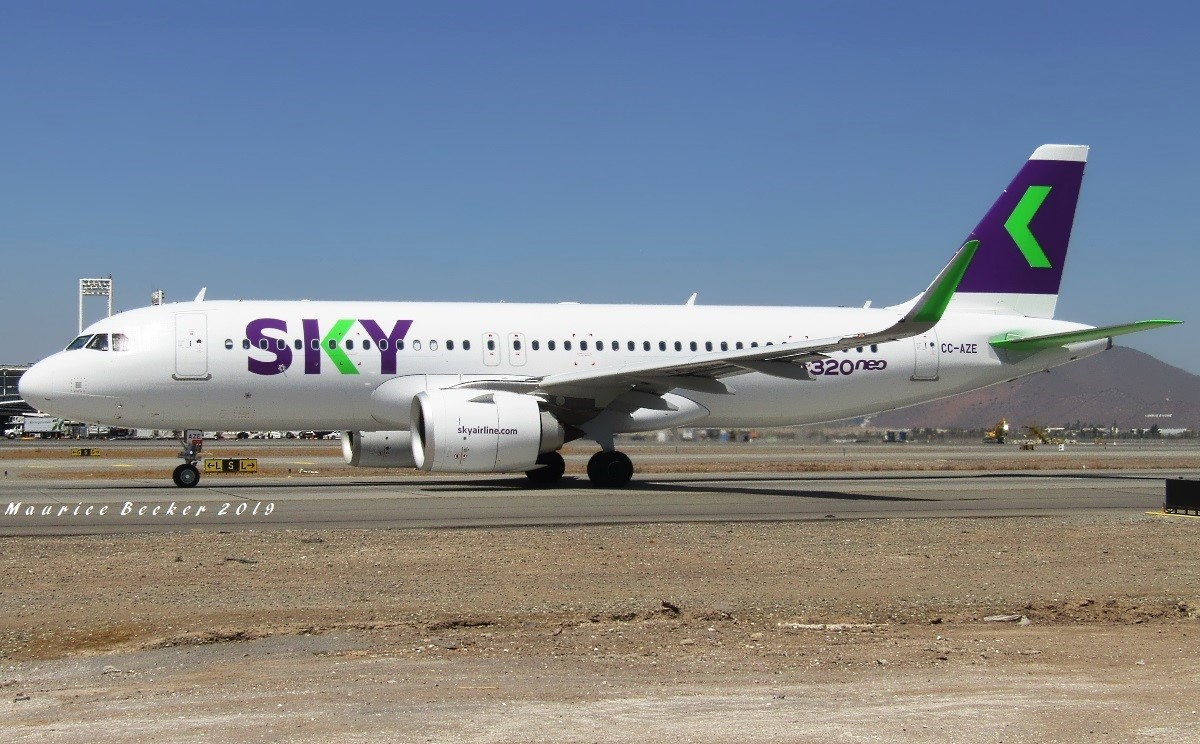
エアバス A320neo

スカイ航空の機材は以下の航空機で構成される（2017年8月現在）：

## コードシェア
スカイ航空は以下の航空会社とのコードシェアーサービスを行っている。
- アビアンカ航空
- アビアンカ・エルサルバドル
- アルゼンチン航空